# مو کیموتسوکی
مو کیموتسوکی (انگلیسی: Moe Kimotsuki؛ زادهٔ ۱۷ ژوئن ۱۹۹۷) بازیکن فوتبال اهل ژاپن است.